# Sofija Boschanowa
Sofija Boschanowa (engl. Transkription Sofiya Bozhanova; * 4. Oktober 1967) ist eine ehemalige bulgarische Weit- und Dreispringerin.

## Karriere
Sie war zuerst Weitspringerin und gewann bei den Junioreneuropameisterschaften 1985 in Cottbus Gold. Als der Dreisprung für die Frauen ins Wettkampfprogramm aufgenommen wurde, wechselte sie in diese Disziplin. Ihr bestes Jahr war 1994 in dem sie Weltrangliste anführte. Bei den Europameisterschaften in Helsinki wurde sie aber des Dopings überführt. Die A- und die B-Probe war positiv auf das Amphetamin Mesocarb.
Chronologische Ergebnisse im Weitsprung
- Junioren-EM 1985 Cottbus, 6,68 m, 1. Platz
- Hallen-EM 1985 Piräus, 6,35 m, 8. Platz
- WM 1987 Rom, 6,43 m, in der Qualifikation ausgeschieden
- Hallen-EM 1988 Budapest, 6,51 m, 7. Platz

Chronologische Ergebnisse im Dreisprung
- Hallen-WM 1991 Sevilla, 13,62, 3. Platz
- Hallen-EM 1992 Genua, 13,98 m, 2. Platz
- Hallen-EM 1994 Paris, 14,52 m, 3. Platz
- EM 1994 Helsinki, 14,58 m, zuerst 4. Platz, dann disqualifiziert

## Persönliche Bestleistungen
- im Freien
Weitsprung – 6,71 m – Budapest 11. August 1986
Dreisprung – 14,98 m – Stara Sagora 16. Juli 1994
- in der Halle
Weitsprung – 6,51 m – Budapest 5. März 1988
Dreisprung – 14,52 m – Paris 13. März 1994